# Bordj Ben Azzouz
Bordj Ben Azzouz è un comune dell'Algeria, situato nella provincia di Biskra.